# یواس‌اس باریز (ای‌جی-۶۹)
یواس‌اس باریز (ای‌جی-۶۹) (به انگلیسی: USS Burias (AG-69)) یک کشتی بود که طول آن 441' 6" بود. این کشتی در سال ۱۹۴۴ ساخته شد.